# Alter Friedhof (Frauwüllesheim)

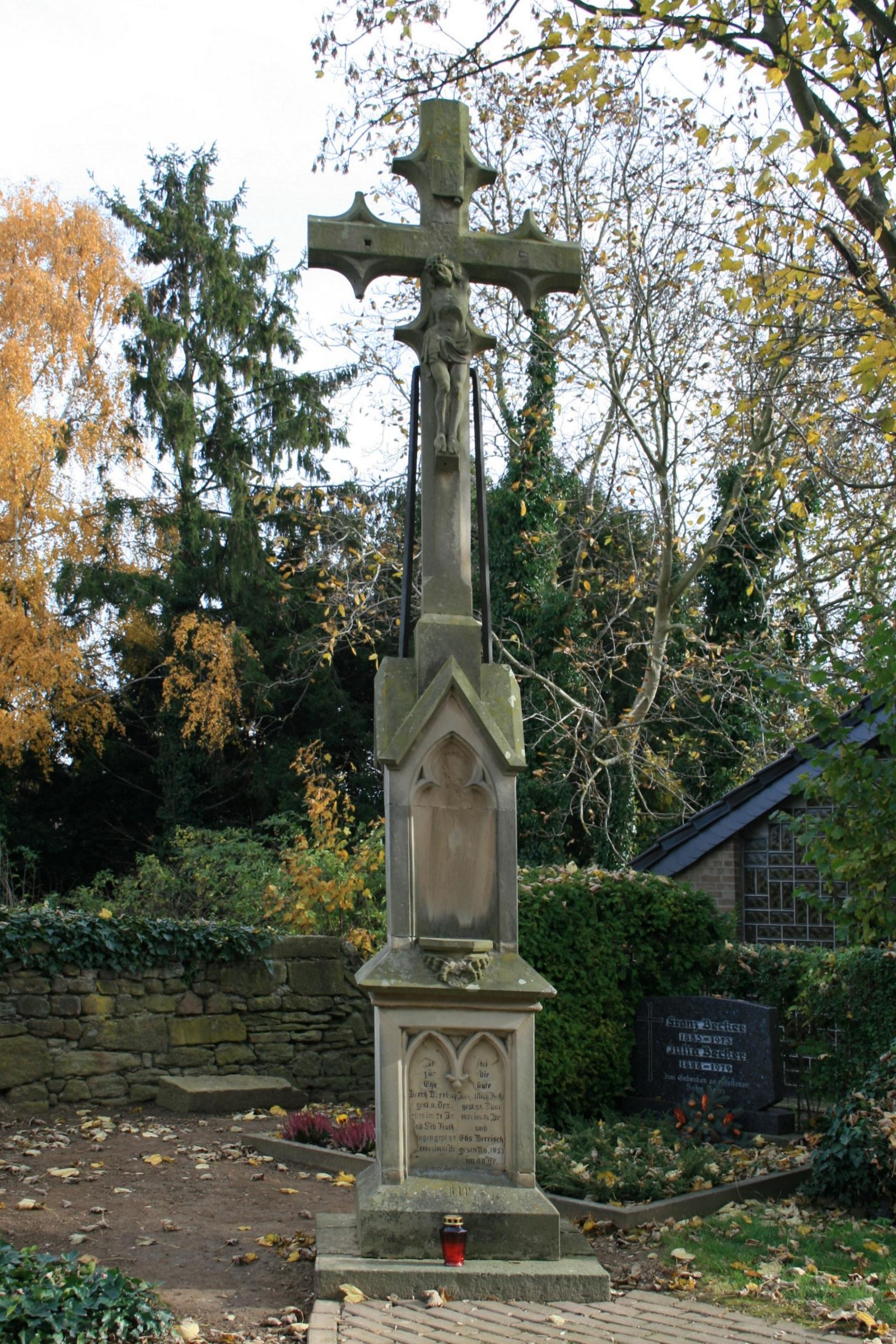
Das Hochkreuz auf dem Friedhof

Der Alte Friedhof Frauwüllesheim befindet sich in Frauwüllesheim, einem Ortsteil der Gemeinde Nörvenich im Kreis Düren, Nordrhein-Westfalen, neben der Pfarrkirche in der Brigidastraße am Ortsausgang Richtung Rommelsheim.
Der Friedhof wurde Mitte des 19. Jahrhunderts direkt neben der Pfarrkirche St. Mariä Heimsuchung angelegt. Die innere Friedhofsmauer ist aus Bruchsteinen hergestellt. Das neugotische Friedhofskreuz aus dem 19. Jahrhundert hat einen steinernen Korpus.
Der Friedhof wurde am 19. März 1985 in die Denkmalliste der Gemeinde Nörvenich unter Nr. 30 eingetragen.